# Década de 620
Séculos: (Século VI - Século VII - Século VIII)
Décadas: 570 580 590 600 610 - 620 - 630 640 650 660 670
Anos: 620 - 621 - 622 - 623 - 624 - 625 - 626 - 627 - 628 - 629